# PK Ameri Tbiliszi
Az Ameri Tbiliszi (grúzul: ფეხბურთის კლუბი ამერი თბილისი, magyar átírásban: Pehburtisz Klubi Ameri Tbiliszi) egy grúz labdarúgócsapat, melynek székhelye a fővárosban, Tbilisziben található. A kétszeres grúzkupa-, illetve kétszeres grúz szuperkupa-győztes jelenleg a másodosztályban szerepel. 
Legjobb bajnoki eredményét a 2006–2007-es szezonban érte el, mikor a pontvadászat harmadik helyén végzett.

## Eredményei

### Európaikupa-szereplés

#### Összesítve
| Kupa       | J | Gy | D | V | Rg | Kg |
| ---------- | - | -- | - | - | -- | -- |
| UEFA-kupa  | 6 | 2  | 1 | 3 | 6  | 7  |
| Összesítve | 6 | 2  | 1 | 3 | 6  | 7  |

#### Szezonális bontásban
| Idény     | Kupa      | Forduló         | Klub          | 1. mérk. | 2. mérk. |
| --------- | --------- | --------------- | ------------- | -------- | -------- |
| 2006–2007 | UEFA-kupa | 1. selejtezőkör | Bananc        | 0–1*     | 2–1      |
| 2006–2007 | UEFA-kupa | 2. selejtezőkör | Hertha BSC    | 0–1      | 2–2*     |
| 2007–2008 | UEFA-kupa | 1. selejtezőkör | GKS Bełchatów | 2–0      | 0–2*     |

Megj.:
A csillaggal jelölt mérkőzéseket pályaválasztóként játszotta.

## Sikerei, díjai
- Grúzkupa-győztes: 2 alkalommal (2006, 2007)
- Grúz szuperkupa-győztes: 2 alkalommal (2006, 2007)

## Külső hivatkozások
- Az Ameri Tbiliszi hivatalos honlapja (grúzul), (oroszul), (angolul)